# Thanlyin
Thanlyin (en birmà: သန္လ်င္ၿမိဳ႕; antigament Syriam) és un port important de Birmània (Myanmar) situat creuant el riu Bago des de la ciutat de Yangon. Es troba al districte de Yangon Sud, i és capital del township del mateix nom amb 17 seccions i 28 pobles. El seu port, Thilawa, és el més gran del país: La població el 1979 era de 102.200 que probablement es refereix al township, i que el 1996 eren 122.255. A aquesta darrera mateixa font la població de la ciutat s'assenyala com 10.794 a una mitjana de 5 membres per família rondaria (1996) els 50.000 habitants.

## Història
La tradició diu que fou fundada el 587 aC per Ze-ya-the-na i va agafar el nom de Thanlyin uns 50 anys després d'un usurpador del tron que va destronar al fill de Ze-ya-the-na. Després no se'mn torna a parlar fins al segle xv quan va destacar com a port principal del Regne de Hanthawaddy per substituir al port de Pegu que s'havia omplert d'arena. El 1539 va passar al regne de Taungoo.
Aprofitant les lluites entre els reis de Taungoo, Ava i Pegu (aquesta darrera fou destruïda per la primera), el 1599 la ciutat fou ocupada per les forces arakaneses dirigides pel mercenari portuguès Filipe de Brito e Nicote que fou nomenat governador de la ciutat. Poc després De Brito es va fer independent (1603) va derrotar l'exèrcit arakanès enviat contra ell per mar (1604 i 1605) i va establir el govern portuguès com a dependència del virrei de Goa. Finalment el 1613 el rei Anaukpetlun d'Ava va conquerir la ciutat i va executar a De Brito (que fou empalat) i els portuguesos capturats vius foren enviats a la capital com esclaus. El 1631 els holandesos van establir una factoria a la ciutat que van conservar fins al 1677 segons Valentyn; però Dalrymple diu que la factoria holandesa i l'anglesa foren eliminades uns anys abans d'aquesta data (la data de la fundació de la factoria anglesa no es coneix). El 1698 els anglesos van restablir la seva factoria sota direcció de Bowyear.
Va restar com a port principal del regne de Taungoo fins a la meitat del segle xviii. Poc després de 1740 fou convertida en base de la Companyia Francesa de les Índies Orientals per cessió del rei mon, a canvi de l'ajut donat pel restabliment del regne; els anglesos van conservar la seva factoria. El 1743 els birmans la van recuperar durant tres dies però els talaings la van reconquerir i van cremar la factoria anglesa. L'acord amb els francesos va durar fins al 1756 quan el rei Alaungpaya (Alompra) de la dinastia de Konbaung va capturar la ciutat. En aquest temps la importància va passar a Yangon fundada per Alaungpaya el 1757. El 1824 era governador (myouk) Maung Sat, la germana del qual estava casada a Badun Min, quart fill d'Alompra, i després de la conquesta de Rangoon pels britànics, va fortificar Thanlyin i va erigir una fortalesa a l'entrada del riu; el 4 d'agost de 1824 un cos de 600 homes fou enviat contra la guarnició birmana que va evacuar el fort; els britànics van entrar a la ciutat però la van evacuar després i el desembre de 1824 els birmans la van recuperar; però l'11 de febrer de 1825 fou altre cop ocupada pels britànics. Després del tractat de Yandabu de febrer de 1826 els talaings van intentar recuperar el seu antic regne i se'ls van unir els karens i el seu líder el Myo-uk de Than-lyin, va agafar el títol de rei; els britànics van romandre neutrals; després d'algunes lluites a la regió, va arribar un exèrcit des d'Ava i els peguans es van retirar de Rangoon cap a Than-lyin i finalment el 1827 els líders de la revolta es van escapar a Tenasserim (domini britànic).
Thanlyin va esdevenir britànica el 1852 en la segona Guerra Anglo-birmana. Els britànics hi van establir una refineria de petroli que fou destruïda a la Segona Guerra Mundial, sent reconstruïda el 1957 i el 1979 va començar la seva expansió amb ajut japonès. Un oleoducte es va construir entre Syrian i Mann. El 1993 fou connectada a Yangon per carretera a través d'un pont.